# Leitner Nasen
Die Leitner Nasen ist ein Berg in den Schlierseer Bergen im Mangfallgebirge (Bayerische Voralpen). Der Berg liegt auf dem Gebiet der Gemeinde Schliersee im Landkreis Miesbach (Oberbayern) und bildet zusammen mit Hirschgröhrkopf und Auracher Köpferl das südliche Ende einer Gipfelgruppe östlich des Schliersees, die das Schlierachtal vom Leitzachtal trennt.
Unterhalb der Leitner Nasen findet sich ein markanter Graben, bei dem sich ein Bergsturz zugetragen hat. Nordöstlich trennt ein Taleinschnitt (Leitner Graben mit gleichnamigem Bach) die Leitner Nasen (sowie den Hirschgröhrkopf) von Breitenberg und Schliersberg ab. Der höchste Punkt der Leitner Nasen selbst ist nur weglos zugänglich.

## Galerie

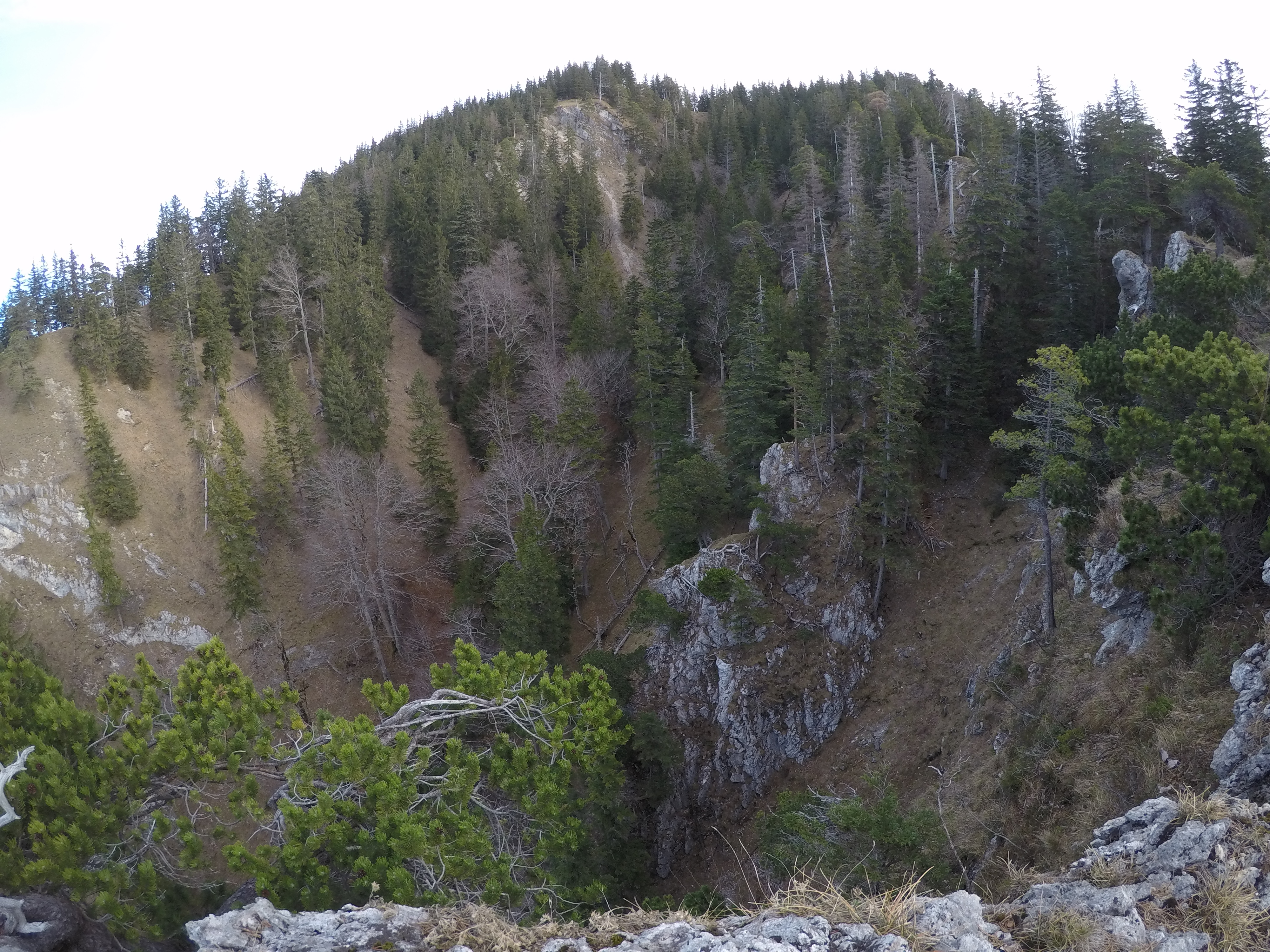
Gipfelbereich